# Zdzisław Sosnowski
Zdzisław Sosnowski (23 de febrero de 1924 - 9 de noviembre de 2018) fue un futbolista polaco que jugaba como portero. Jugó en los equipos del Fortu Bema Warszawa, Pawianka Warszawa, Korona Warszawa, KS Warszawianka, Polonia Varsovia y Legia de Varsovia.

## Clubes
| Club              | País    | Año       |
| ----------------- | ------- | --------- |
| Pawianka Warszawa | Polonia |           |
| Korona Warszawa   | Polonia |           |
| Polonia Varsovia  | Polonia | 1945–1949 |
| Legia de Varsovia | Polonia | 1949–1951 |
| Polonia Varsovia  | Polonia | 1951–1955 |